# 365のダイヤモンド
「365のダイヤモンド」（さんびゃくろくじゅうごのダイヤモンド）は、doaの13枚目のシングル。

## 内容
- 2009年の最初に発売されたdoaの13枚目のシングルである。タイアップの数は後述の7で、「心のリズム飛び散るバタフライ」の5を更新する最多作品となった。
- 全3曲入りで、各曲の作詞者がメイン・ボーカルを担当している。
- PVでは吉本大樹はギターを演奏していない
- 「心のリズム飛び散るバタフライ」以降6作連続で、徳永暁人がA面のメイン・ボーカルを担当している。

## 収録曲
全作曲・編曲：徳永暁人
1. 365のダイヤモンド
  - 作詞：徳永暁人
2. Out Of Control
  - 作詞：吉本大樹
3. Rush
  - 作詞：大田紳一郎

## タイアップ・POWER PLAY
- 日本テレビ系『音楽戦士 MUSIC FIGHTER』1月POWER PLAY
- 南日本放送「2月度音楽委員会 推薦曲」
- FM徳島 1月度「SUPER ENDING」
- FMちゅーピー1月度パワープレイ
- FM愛媛「MUSIC from JOEU」1月度JOEU POWER TRACKS
- TBCラジオ『…LOVE MUSIC』エンディングナンバー
- Radio MOMO 1月前半 POWER PLAY

## 参加ミュージシャン
- 岡崎雪 - コーラス